# Stefan Traub (Wirtschaftswissenschaftler)
Stefan Traub (* 22. Juni 1968 in Bad Oldesloe) ist ein deutscher Wirtschaftswissenschaftler.

## Leben
Traub absolvierte eine Ausbildung zum Verlagskaufmann, ehe er von 1990 bis 1995 Volkswirtschaftslehre an der Universität Kiel studierte. Dort schloss er das Studium als Diplom-Volkswirt, quantitative Richtung, mit einer Arbeit über Armut – Messung und Risikofaktoren unter besonderer Berücksichtigung der Arbeitslosigkeit ab. 1999 promovierte er in Kiel zum Dr. sc. pol. mit einer Dissertation über Framing Effects in Taxation – An Empirical Study Using the German Income Tax Schedule. Er erlangte die Lehrbefähigung und Venia Legendi für das Fach Volkswirtschaftslehre 2002 an der Universität Kiel mit einer kumulativen Habilitationsschrift über Essays in Public Economics. Von 2006 bis 2015 lehrte Traub als Professor für Volkswirtschaftslehre, insbesondere Finanzwissenschaft, an der Universität Bremen und seit 2015 als Professor für Volkswirtschaftslehre, insbesondere Behavioral Economics, an der Helmut-Schmidt-Universität in Hamburg.

## Publikationen (Auswahl)

### Monografien
- Herbert Obinger, Carina Schmitt und Stefan Traub: The Political Economy of Privatization in Rich Democracies. Oxford University Press, Oxford 2016, ISBN 978-0-19-966968-4 (englisch, 156 S.).
- Christian Seidl, Kirill Pogorelskiy und Stefan Traub: Tax Progression in OECD Countries. An Integrative Analysis of Tax Schedules and Income Distributions. Springer, Heidelberg 2013, ISBN 978-3-642-28317-8 (englisch, 322 S.).
- Stefan Traub: Framing Effects in Taxation. An Empirical Study Using the German Income Tax Schedule (= Contributions to Economics). Physika, Heidelberg 1999, ISBN 978-3-7908-1240-4 (englisch, 207 S.).

### Herausgeberschaften
- Stefan Traub und Bernhard Kittel (Hrsg.): Need-Based Distributive Justice. An Interdisciplinary Perspective. Springer, Cham 2020, ISBN 978-3-03044120-3 (englisch, 208 S.).
- Ulrich Schmidt und Stefan Traub (Hrsg.): Advances in Public Economics. Utility, Choice and Welfare. A Festschrift for Christian Seidl (= Theory and Decision Library, Series C. Game Theory, Mathematical Programming and Operations Research. Nr. 38). Springer, Dordrecht 2005, ISBN 978-0-387-25705-1 (englisch, 327 S.).

### Beiträge in Sammelbänden
- Christian Seidl, Stefan Traub und Andrea Morone: Relative Deprivation, Personal Income Satisfaction, and Average Well-Being under Different Income Distributions. In: Mark McGillivray (Hrsg.): Inequality, Poverty and Wellbeing. Palgrave Macmillan, Basingstoke 2006, ISBN 978-0-230-62559-4, S. 66–90 (englisch).
- Christian Seidl und Stefan Traub: Testing Decision Rules for Multiattribute Decision Making. In: Ahmet Alkan, Charalambos Aliprantis und Nicholas Yannelis (Hrsg.): Current Trends in Economics. Theory and Applications (= Studies in Economic Theory. Nr. 8). Springer, Berlin 1999, ISBN 978-3-540-65383-7, S. 413–454 (englisch).

### Artikel in Fachzeitschriften
- Alexander Max Bauer, Frauke Meyer, Jan Romann, Mark Siebel und Stefan Traub: Need, Equity, and Accountability. Evidence on Third-Party Distribution Decisions from a Vignette Study. In: Social Choice and Welfare. Band 59, 2022, ISSN 0176-1714, S. 769–814, doi:10.1007/s00355-022-01410-w (englisch).
- Nicola Maaser, Fabian Paetzel und Stefan Traub: Power Illusion in Coalitional Bargaining. An Experimental Analysis. In: Games and Economic Behavior. Band 117, 2019, ISSN 0899-8256, S. 433–450, doi:10.1016/j.geb.2019.07.010 (englisch).
- Fabian Paetzel und Stefan Traub: Skewness-Adjusted Social Preferences. Experimental Evidence on the Relation between Inequality, Elite Behavior, and Economic Efficiency. In: Journal of Behavioral and Experimental Economics. Band 68, 2017, ISSN 2214-8043, S. 130–139, doi:10.1016/j.socec.2017.05.001 (englisch).